# José Ramón Pin Arboledas
Pour les articles homonymes, voir Pin et Arboledas (homonymie).
José Ramón Pin Arboledas, né à Madrid le 16 septembre 1944, est un homme politique, économiste et professeur espagnol, élu député de la circonscription de Valence pour l'UCD aux élections générales espagnoles de 1977, puis à l'Assemblée de Madrid entre 1983 et 1987.